# ユーロネクスト・パリ
座標: 北緯48度53分26秒 東経2度14分48秒 / 北緯48.89056度 東経2.24667度
ユーロネクスト・パリ（フランス語: Euronext Paris）は、フランス・パリ近郊・ラ・デファンス地区のクールブヴォアにある、旧パリ証券取引所。戦後から投資信託市場として栄えてきたが、今はユーロネクストが運営している。通常の立会時間は土曜・日曜・取引所の定める休みを除き、平日午前9時から午後5時30分まで。

## 沿革

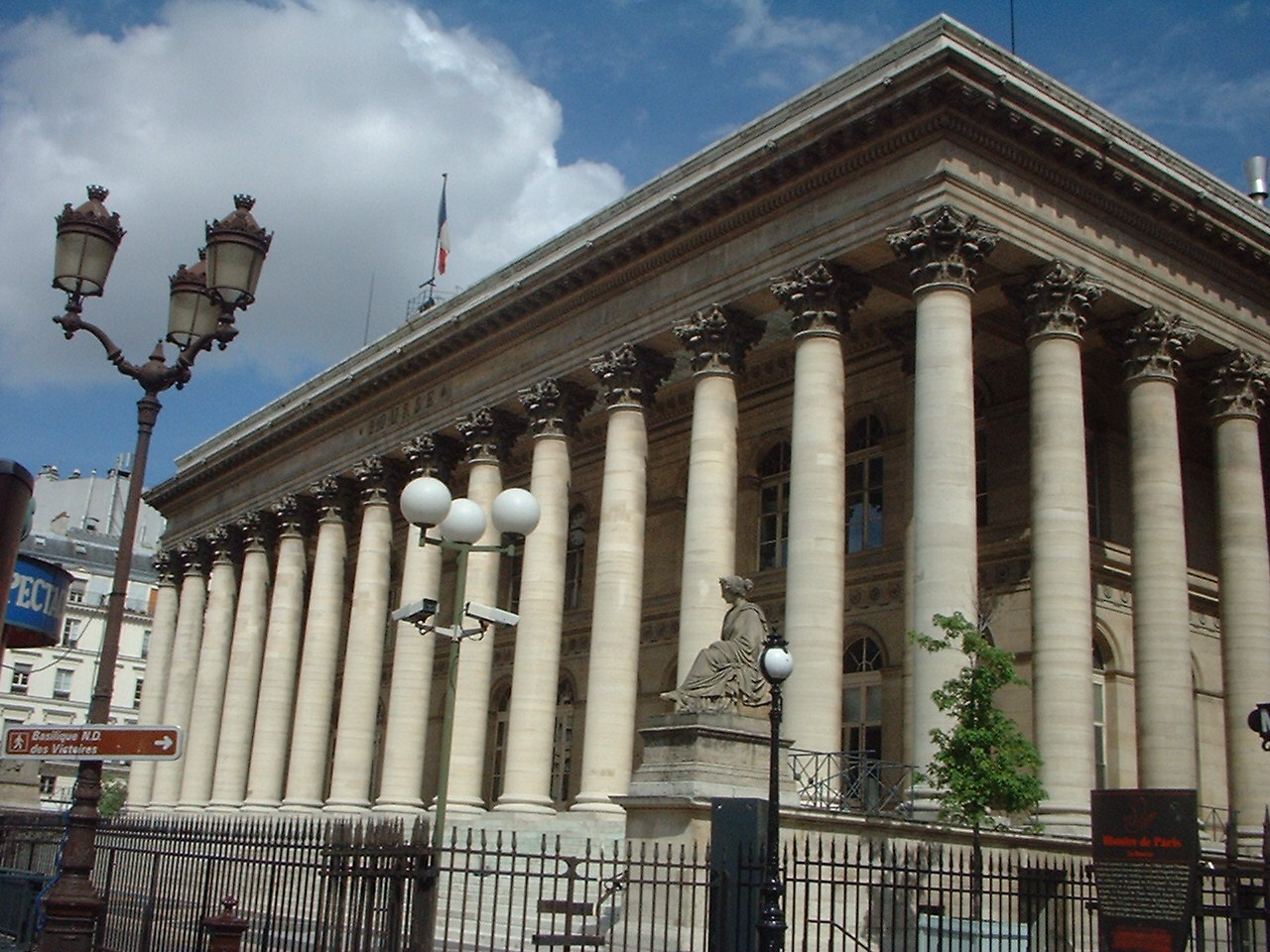
旧パリ証券取引所のパレ・ブロンニャール（Palais Brongniart）。アレクサンドル＝テオドール・ブロンニャールが設計した。証券市場に関する歴史的資料を展示した資料館等が入館している。

ジョン・ローのミシシッピ会社が破綻し解体されてゆく途上、1726年パリのホテル・ヌーベル（Hôtel de Nevers）に証券取引所が成立した（Bourse de Paris）。当初は一銀行が運営していたが、事業の運営母体が変遷を受けながら規模を拡大していった。1808年ナポレオンがパリ2区のパレ・ブロンニャールへ移転した。ランドマークとなっていたコリント式列柱の外観を持つ建物は、イングランド銀行救済のあと1826年に完成したものである。
1869年の統計によれば、当時のパリ証券取引所で取引された有価証券の額は308億6900万フランに達したが、そのうち100億フランが外国証券であったといわれる。オーストリア＝ハンガリー帝国成立前から同地域に対する投資が盛んに行われていたほか、ラテン通貨同盟の成立過程では銀本位制が主張されるほど極東との貿易も進展していた。
20世紀初頭に拡張工事が行われた。これにはエピソードが存在する。1905年3月、パリ証券取引所理事長のベルヌイユが日露戦争中に外債交渉のため訪れていた貴族院議員高橋是清に提案した。それは戦後処理に関するものであった。
```
フランスはロシア公債に巨額の投資をしている
ので、戦争の行方を憂慮している。もし日本が無賠償で講和するなら、ロシアが応ずるようにフランスは仲介しよう。しかし賠償なしでは日本の財政は苦しいだろうから、戦後5億から7億円の日本公債のためにパリ金融市場を開放する。
[
2
]
```

そして1913年4月ロスチャイルドの引受で2億フランの外債が実際に発行された。この処理は鉄道会計法によった。
1941年6月18日、ヴィシー政権下においてパリ証券取引所はCCDVTを設立し、民間資産を管理した。
1980年代にフランス版金融ビッグバンが実施された。
2000年9月、アムステルダム証券取引所・ブリュッセル証券取引所との経営統合により、ユーロネクストが設立された。パリ証券取引所は同社の運営となって以降、ユーロネクスト・パリの名称で呼ばれるようになった。
2022年11月、時価総額でロンドン証券取引所を抜き、ヨーロッパ最大の証券取引所となった。

## 相場
CAC 40は、ユーロネクスト・パリで取引されるフランスのプライム市場の主要40企業で構成する時価総額加重平均型の株価指数である。他に、CAC 40採用銘柄に次ぐ20の企業からなるCAC Next 20、中型株指数のCAC Mid 60、小型株指数のCAC Small、全株指数のCAC All-Share Indexなどがある。

## 所在地
- 住所：14 place des reflets 92054 Paris la défense cedex

アクセス
- メトロ1号線 エスプラナード・ド・ラ・デファンス（Esplanade de la Défense）駅
- メトロ1号線 ラ・デファンス＝グランダルシュ（La Défense - Grande Arche）駅
- RER A線、 トラム2号線 ラ・デファンス（La Défense）駅